# Blepharidopterus angulatus
Blepharidopterus angulatus är en insektsart som först beskrevs av Carl Fredrik Fallén 1807.  Blepharidopterus angulatus ingår i släktet Blepharidopterus och familjen ängsskinnbaggar. Arten är reproducerande i Sverige. Inga underarter finns listade i Catalogue of Life.

## Bildgalleri

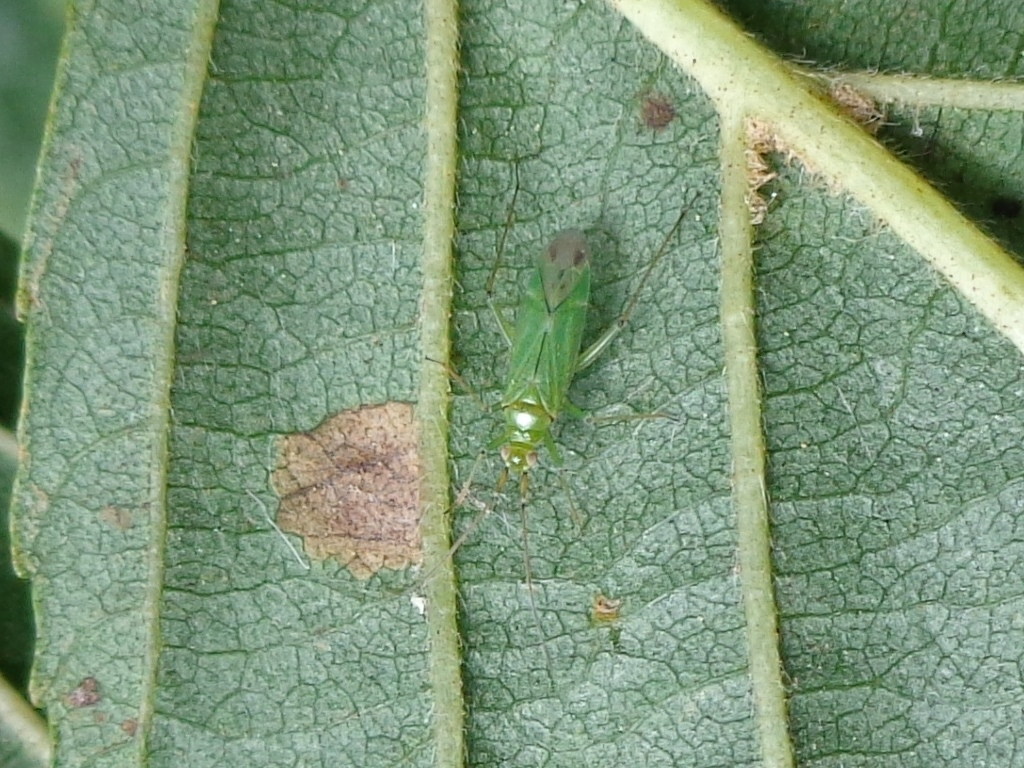